# Fatezj

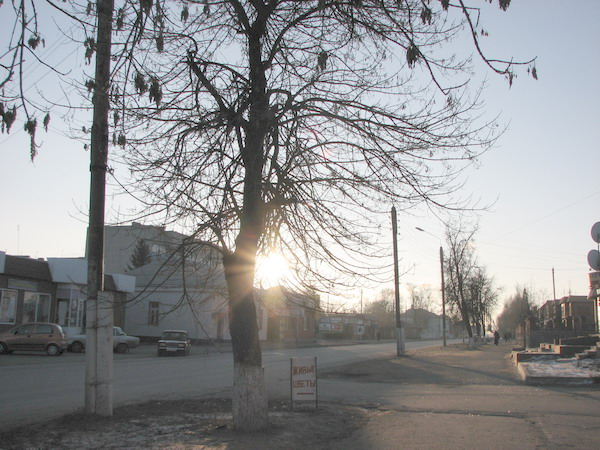
Gata i Fatezj.

Fatezj (ryska: Фате́ж) är en liten stad i Kursk oblast i Ryssland. Folkmängden uppgick till 5 922 invånare i början av 2015.